# Baccalauréat
Das französische baccalauréat [ba.ka.lo.ʁea] (informelle Kurzform bac oder bachot) entspricht dem deutschen Abitur (allgemeine Hochschulreife) beziehungsweise der österreichischen und schweizerischen Matura. Genau genommen wird es, obwohl Abschluss der Sekundarstufe einer schulischen Ausbildung, in Frankreich, Rumänien, Algerien, Marokko und Tunesien auch als erster akademischer Grad verstanden; der Prüfungskommission sitzt jeweils ein Universitätsprofessor vor.

## Drei Typen des Baccalauréats

### Baccalauréat général

#### Alter Modus
Bis 2020 drei filières (Fachrichtungen), von denen der Schüler eine wählte: Literatur und Philosophie (Bac L – littéraire), Naturwissenschaft (Bac S – scientifique), Wirtschafts- und Sozialwissenschaften (Bac ES – économique et social).

#### Neuer Modus
Seit 2021 gibt es zwölf Hauptfächer, aus denen der Schüler in der première (Jahrgangsstufe 11 von insgesamt zwölf Jahrgangsstufen der Schulausbildung) zunächst drei spécialités à vier Stunden wöchentlich wählt und in der terminale (Jahrgangsstufe 12) eine davon wieder abwählt, so dass für die beiden verbleibenden fortan je sechs Stunden wöchentlich zur Verfügung stehen. Als Hauptfächer werden angeboten (Stand 2020):
1. Kunst
2. Biologie-Ökologie
3. moderne Sprachen, Literaturen, Fremd- und Regionalkulturen (darunter Englisch und, je nach Region, Bretonisch, Okzitanisch, Korsisch etc.)
4. Digital- und Informationswissenschaften
5. Ingenieurwissenschaften
6. Literatur, Sprachen und Kultur der Antike
7. Literatur und Philosophie
8. Mathematik
9. Physik und Chemie
10. Geschichte und Erdkunde, Geopolitik und Politikwissenschaften
11. Biologie und Geowissenschaften
12. Wirtschafts- und Sozialwissenschaften.

Daneben besteht in den beiden letzten Jahrgangsstufen der tronc commun, ein gemeinsamer, von allen Schülern besuchter Fächerkanon, der 15 bis 16 Stunden wöchentlich umfasst und folgende Fächer vorsieht:
1. Französisch in Jahrgangsstufe 11, Philosophie in Jahrgangsstufe 12;
2. Geschichte-Geographie;
3. Gemeinschaftskunde (enseignement moral et civique);
4. zwei moderne Sprachen;
5. Sport;
6. Naturwissenschaften.[3]

Die im Abiturzeugnis ausgewiesene Gesamtnote besteht zu 60 % aus den Ergebnissen a) der épreuves finales, d. h. der Prüfungen in Jahrgangsstufe 11 in Französisch und jener spécialité, die am Ende dieser Jahrgangsstufe abgewählt wird, und b) der Prüfungsergebnisse aus Jahrgangsstufe 12 in den beiden verbliebenen spécialités sowie im Fach Philosophie und einem mündlichen Vortrag. Weitere 40 % der Gesamtnote ergeben sich aus Prüfungen in Nebenfächern, die über die beiden letzten Jahrgangsstufen verteilt abzulegen sind (contrôle continu), und einem Zeugnisdurchschnitt dieses Zeitraums.
Durch die Abwahl eines Faches in Jahrgangsstufe 12 entfällt z. B. im Vergleich zum früheren Baccalauréat (Bac S, s. o.) die Möglichkeit, Mathematik, SVT und Physik-Chemie zu belegen. Als Alternative für das Hauptfach Mathematik werden nun zwei Optionen angeboten: maths complémentaires (Ergänzungskurs Mathematik für Schüler, die einen anderen Schwerpunkt wählen) und maths expertes (fortgeschrittene Mathematik).
Neu ist seit 2021 die reformierte mündliche Prüfung, le grand oral, die in den Jahrgangsstufen 11 und 12 vorbereitet wird. Ausgesucht wird ein Thema, das sich auf eine oder beide spécialités bezieht und in der Prüfung in einem fünfminütigen Vortrag präsentiert und danach 15 Minuten mit der Prüfungskommission diskutiert werden muss.

### Baccalauréat technologique
Zur Wahl stehen acht Fachrichtungen wie z. B. Hotelwesen, medizinische und soziale Berufe, Laborberufe.

### Baccalauréat professionnel
Zur Wahl stehen mehr als 50 Fachrichtungen von Kunststoffgießerei über Automechanik bis Einzelhandelskaufmann.

## Einschätzung in der Bildungsforschung
Der Bildungsforscher Rainer Bölling beziffert das französische Abitur folgendermaßen:
„Hinter diesem nationalen Ereignis steht ein gewaltiger organisatorischer und finanzieller Aufwand. 2011 wurden 166.866 Prüfer in 4.737 Examenszentren aufgeboten, um 654.548 Kandidaten zu examinieren. 4.880 Aufgaben waren für die verschiedenen Prüfungen erstellt worden, rund vier Millionen Arbeiten mussten korrigiert werden. Die Kosten beliefen sich auf 83,10 Euro pro Kandidat, insgesamt auf etwa 54,4 Millionen Euro.“
Die Vergleichbarkeit der Noten im französischen Baccalauréat, einem Zentralabitur mit für das ganze Land festgelegten Prüfungsthemen, sieht Bölling kritisch:
„[Der] Eindruck [der Vergleichbarkeit der Noten] schwächt sich […] bei einem Blick auf den Korrekturvorgang deutlich ab. Da es keine landesweit gültigen Bewertungsvorgaben und keine Zweit- oder gar Drittkorrektur gibt, hängt das Ergebnis je Fach von nur einem Prüfer ab. Und da kann es große Bewertungsunterschiede geben. So wurden 2006 und 2007 in einem Test drei Schülerarbeiten der Fachrichtung ES von dreißig Lehrern für Wirtschaftskunde unabhängig voneinander beurteilt. Bei einer Arbeit reichten die Bewertungen von 5 bis 16, bei einer anderen von 8 bis 18 von 20 Punkten.“

## Berechtigung zum Studium
Alle diese Baccalauréats berechtigen zum Studium an einer französischen Hochschule beziehungsweise Grande école, so die Theorie. Da das Baccalauréat als erster akademischer Grad gilt, kann es an französischen Universitäten keine Zulassungsbeschränkungen (Numerus clausus) geben. Die Grandes Écoles jedoch halten Concours – also Auswahlverfahren – ab, auf die man sich normalerweise nach dem Baccalauréat zwei Jahre in einer Classe préparatoire vorbereitet. Allerdings öffnen sich immer mehr Grandes Écoles für Bewerber, die keine akademische Vorbildung haben. Hier werden die acquis professionnels herangezogen, also der berufliche Werdegang des Bewerbers. Auch die Verwaltungs-Elitehochschule ENA verfuhr nach diesem Muster.

## Anerkennung des Baccalauréats
Die Frage der Anerkennung des französischen Baccalauréats in Deutschland ist komplex. Die Kultusministerkonferenz legte 1986 einen Katalog fest, dem ausländische Zeugnisse zu entsprechen haben, um in Deutschland als Hochschulreife anerkannt werden zu können (etwa sechs Fächer, davon zwei Sprachen, Mathematik, etwas Soziales usw.).
Allein das Baccalauréat général erfüllt alle diese Voraussetzungen und wird deshalb als uneingeschränkte allgemeine Hochschulreife anerkannt. Sowohl die Baccalauréats technologiques als auch die Baccalauréats professionnels qualifizieren in der Regel nicht uneingeschränkt für ein Studium an einer deutschen Hochschule.

## Baccalauréat in Belgien und Kanada
In Belgien und Kanada ist das Baccalauréat kein Sekundarschulabschluss, sondern ein akademischer Grad, der nach einem mindestens dreijährigen Hochschulstudium verliehen wird (z. B. Bachelier ès Arts, Bachelière en Sciences médicales). Bereits im Mittelalter war das Baccalaureat eine Vorstufe der Doktorwürde, mit der die allgemein wissenschaftliche Vorbildung des Kandidaten festgestellt wurde.

## Begriffsunterschiede
Der französische Begriff bachelier entspricht dem Gesellen in den Handwerksberufen beziehungsweise dem lateinischen Baccalaureus. Der relativ neue akademische Grad heißt auch auf Französisch bachelor oder – wie schon zuvor der Abschluss nach drei Hochschuljahren – licence.
Das deutsche Wort Baccalaureat oder Bakkalaureat bezeichnet hingegen keinen Schulabschluss, sondern einen (nur in wenigen Studienfächern üblichen) deutschen Hochschulabschluss, der zum Tragen des Titels Baccalaureus berechtigt. So endet das theologische Baccalaureat mit dem Abschlussgrad des Baccalaureus Theologiae seu Divinitatis; es ist mit einem Bachelor gleichwertig.